# Temps mort (série télévisée)
Pour les articles homonymes, voir Temps mort (homonymie).
Temps mort (Dead Last) est une série télévisée américaine en treize épisodes de 42 minutes, créée par Patrick O'Neill, Steve Pink et D.V. DeVincentis, dont seulement cinq épisodes ont été diffusés entre le 14 août et le 18 septembre 2001 sur The WB. Tous les épisodes ont été diffusés sur YTV au Canada.
En France, la série a été diffusée à partir du 24 avril 2002 sur MCM puis rediffusée à partir du 1er avril 2005 sur NRJ 12. Elle reste inédite dans les autres pays francophones.

## Synopsis
C'est l'histoire de trois membres d'un groupe de rock découvrant une amulette magique, qui leur permet de voir les morts. Ils se retrouvent investis d'une mission : aider toutes les âmes perdues à trouver le repos éternel…

## Distribution

### Acteurs principaux
- Tyler Labine (VF : Yann Le Madic) : Scott Sailback
- Kett Turton (VF : Paolo Domingo) : Vaughn Parrish
- Sara Downing (en) (VF : Barbara Beretta) : Jane Cahill
- Wayne Péré (en) (VF : Constantin Pappas) : Dennis Budny

 Source et légende : version française (VF) sur RS Doublage

### Invités
- Jennifer Coolidge : Annalee
- Pauley Perrette : Erica
- Grace Park : Bartender #2
- Chris Bauer : Dale
- Busy Philipps : Tracy Sallback
- W. Earl Brown : Victor « Dizzy » Korsky
- Cerina Vincent : Sorority Girl Cindy
- Jeff Garlin : Ron Belson
- Ray Wise : Robert Cahill
- John DiMaggio : Stalker
- Kenneth Choi : Syd the Junkie
- Stephen Tobolowsky : Ghost Doctor
- Marnette Patterson : Brandy
- Dwight Schultz : Jonah Simcock
- John DeSantis : Evil Ghost
- Mark Rolston : Sheriff Wayne
- Vincent Schiavelli : New York Tourist Guide
- M.C. Gainey : Hagerty
- Colin Ferguson : Prince Torben of Mulravia
- Robert LaSardo : Sanchez Ramirez
- Susan May Pratt : Katie Kaitler
- Paul Gleason : Johnson the CIA Agent
- Michael G. Hagerty : Bartender
- John Diehl : Richard Stengler
- Colin Cunningham : Ray Varner
- Adam Kaufman : Dom
- Adam Wylie : Buzz
- Lee Arenberg : Butcher
- Robin Riker : Bunny Cahill
- Michael Reilly Burke : Officer Carl Vard
- Kathryn Joosten : Nurse
- Michael Des Barres : J. L. Crawford
- Pat Healy : Ticket Cop
- Jarrad Paul : Dr Leonard
- Jack Plotnick : Process Server
- Dave Allen : Big Tiny
- Harry Groener : Dr Casey Henderson
- Michael Stoyanov (en) : Eric
- Mark Ivanir : Liktik
- Gregory Sporleder : Rudy
- Carlos Jacott : Dead Pilot
- Brian Howe : Bill Dotson
- Vyto Ruginis : Eddie Fontina
- Dennis Burkley
- Ned Bellamy : Sailor Ghost
- Steve Hytner (en) : Martin Anderson

## Épisodes
1. L'Amulette de Sauryn (Pilot)
2. Et que ça saute (Heebee Geebee's)
3. Turbulences (Death Is in the Air)
4. Le Prince de Mulravie (The Mulravian Candidate)
5. Le Problème avec la corruption (The Problem with Corruption)
6. Chassé Croisé (To Serve, With Love)
7. Aïe ! (Gastric Distress)
8. Le Diable au corps (Teen Spirit)
9. En odeur de sainteté (He Who Smelt It)
10. Super banco (Laughlin It Up)
11. Complot de famille (Jane's Exit)
12. Plus fort que la mort (The Crawford Touch)
13. Chassés croisés (To Live and Amulet Die)